# 太田なわのれん
太田なわのれん（おおたなわのれん）は、神奈川県横浜市中区にある合資会社太田なわのれんが運営する牛鍋店である。

## 歴史
創業者の高橋音吉は1865年（慶応元年）に能登から横浜に移り住み、小港で外国人向けの牛肉の切り落としを入手して吉田町で串焼きの店を出した。1868年（明治元年）には末吉町に移転。日置昌一著『ものしり事典・飲食編』には、「醤油と味噌をもとにしたタレを作り、ネギを塩梅して鉄鍋で牛肉を煮る方法を創案した」旨が記されており、この調理法は当時牛肉に馴染みのなかった日本人向けに、丹沢山地の猪鍋に着想を得たと考えられている。
1930年（昭和5年）の萬朝報主催による横浜市内の飲食店人気投票では53万5,288票を獲得し、第1位であった。過去には吉川英治や獅子文六など、横浜ゆかりの文豪も訪れている。

## 店舗
伊勢佐木町4丁目から北に入ったところに位置し、京浜急行日ノ出町駅から徒歩7分、市営地下鉄伊勢佐木長者町駅から8分、JR根岸線関内駅からは15分ほど。現在の店舗は1997年（平成9年）6月に新築した建物で、店先には店名の由来となった暖簾が掛かっている。これは当時の衛生対策として、虫除けのために使われたものである。戦後まもなく横山隆一から寄贈されたフクちゃんの原画と創業当初の鉄鍋は、店のシンボルとして玄関ロビーに飾られている。
近隣には、伊勢佐木町5丁目の「じゃのめや」（1893年 明治26年創業）、曙町2丁目の「荒井屋本店」（1895年　明治28年創業）の牛鍋の老舗が所在する。

## 特徴

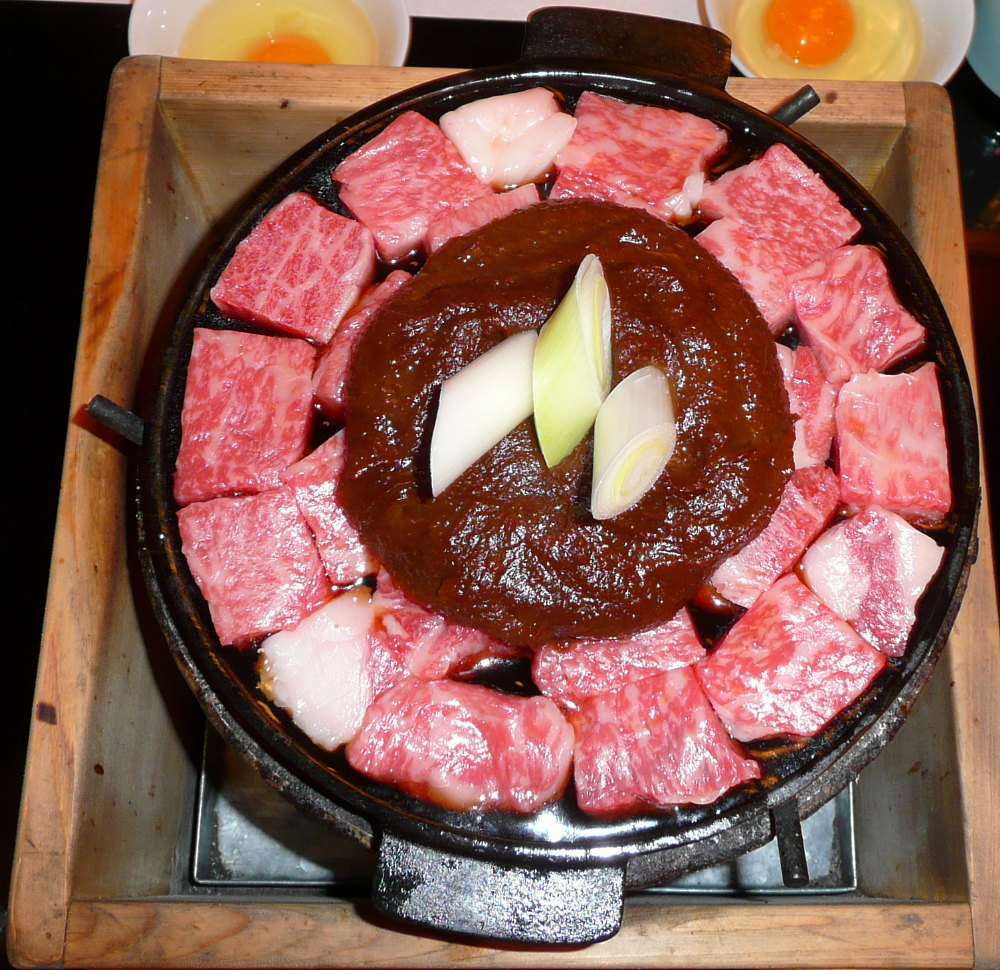
太田なわのれんの牛鍋。ぶつ切り牛肉と味噌仕立てのタレが特徴である

初代の音吉は酒好きで、朝からほろ酔い気分で仕事をした。肉を薄く切ることを面倒がり、ぶつ切りで提供したが、これは却って好評を博し、現在まで受け継がれている。味噌は東京都中野区の「あぶまた味噌」の江戸甘味噌を使用し、毎朝調理場で主人と一番番頭だけが立ち会ってタレを調合する。ぶつ切り牛肉と味噌ベースのタレを、底の浅い鉄鍋で炭を使って煮込んで提供される。